# Iouwelot
Iouwelot est le fils d'Osorkon Ier et Tashedkhonsou ; il est grand prêtre d'Amon à Thèbes après son frère Sheshonq et semble-t-il avant son autre frère Nesbanebdjed III.

## Généalogie
Iouwelot est le fils du roi Osorkon Ier et Tashedkhonsou. Il épouse Tadenitanbastet, avec qui il est représenté sur sa stèle funéraire et a trois fils et une fille : 
- Khâemouaset, qui hérite des biens thébains de son père selon la Stèle de l'apanage[2],
- Ouasakaouasa, connu par un pectoral en électrum dédié à Thot, seigneur d'Hermopolis (Musée Petrie d'archéologie égyptienne, UC13124[3]),
- Horsaïset, enterré au Ramesséum[2],[4],
- une fille, Djedasetiouesânkh, qui épouse Padimout[2],[5].

## Biographie
Iouwelot est grand prêtre d'Amon à Thèbes. Il est probablement le successeur de son frère Sheshonq et le prédécesseur de son autre frère Nesbanebdjed III. Toutefois, Nesbanebdjed III pourrait être son prédécesseur et non son successeur : l'ordre dans le pontificat entre ces deux frères n'est pas totalement certain.
Toujours est-il qu'il semble avoir été grand prêtre d'Amon sous le règne de son frère Takélot Ier : en effet, une inscription nilométrique à Karnak (n° 16) de Iouwelot datée de l'an V d'un roi non nommé se rapporte très probablement à Takélot Ier. De plus, deux autres inscriptions nilométriques à Karnak (n° 20 et 21) de Iouwelot ne sont ni datées ni associées à un roi, pratique d'ailleurs poursuivie par son frère Nesbanebdjed III, ce qui pourrait indiquer un problème de succession des rois bubastites.